# Тетрахєва
Тетрахєва (груз. თეთრახევა) — село в Грузії.
За даними перепису населення 2014 року в селі проживає 39 осіб.